# Кейзман, Иосиф Аронович
Иосиф Аронович Кейзман (1892, Варшава, царство Польское, Российская империя — 9 октября 1937, Советский Союз) — участник революционного движения в Российской империи, член Бунда.

## Биография
Родился в еврейской семье, получил среднее образование, работал экономистом. По убеждениям являлся социал-демократом, в рабочем движении с 1908, состоял членом Всеобщего еврейского рабочего союза в Литве, Польше и России с 1916 по 1921. В 1912 был судим и отбывал 4,5 года заключения в крепости в Варшаве. После революционных событий 1917 года имел разногласия и с новыми властями, в связи с чем арестовывался 21 ноября 1920 в Ростове оперативниками Донского ЧК, обвинялся в агитации и дезорганизации советского аппарата на Дону, но вскоре, 3 декабря освобождён. С конца 1920 проживал в Москве и принадлежал к московской организации РКП(б). Однако и в этом городе арестован 28 марта 1921 по обвинению в контрреволюционной деятельности, заключён в Бутырскую тюрьму. 17 августа того же года дело было прекращено по постановлению Московской коллегии ЧК и 26 августа был освобождён. Опять арестован сотрудниками ГПУ 3 июля 1922 в Москве, и на этот раз отправлен в Ярославскую тюрьму, 31 июля приговорён к ссылке на 2 года в Тюмень. 12 октября 1923 на 3 года отправлен в Соловецкий лагерь особого назначения. В 1925 содержался в Суздальском политическом изоляторе. В 1929 оказался арестован сотрудниками ОГПУ на сутки. Последний арест, сотрудниками НКВД, последовал 11 марта 1937 по обвинению в руководстве террористической организацией. Приговорён Военной Коллегией Верховного суда 9 октября 1937 по статье 58-8 и 58-11 к ВМН с конфискацией имущества, расстрелян в день вынесения обвинительного приговора. По определению того же судебного органа 24 декабря 1957 приговор отменён и дело прекращено, таким образом был посмертно реабилитирован.